# Strada europea E29
La strada europea E29 è un asse viario misto di classe A intermedia Nord-Sud.
Collega la città di Colonia a quella di Sarreguemines con un percorso che si snoda in Germania, Lussemburgo e Francia.

## Percorso
| E29 COLONIA - SARREGUEMINES |            |                                                              |                  |
| Stato                       | Tipologia  | Tratto                                                       | Interconnessioni |
| Germania (bandiera)         | Autostrada | Colonia (Erftstadt) - Blankenheim                            | E31              |
| Germania (bandiera)         | B 51       | Blankenheim - Prüm                                           | E42              |
| Germania (bandiera)         | Autostrada | Prüm - Fließem                                               | E42              |
| Germania (bandiera)         | B 51       | Fließem - Bitburg                                            |                  |
| Germania (bandiera)         | B 257      | Bitburg - Confine di Stato presso Echternacherbrück          |                  |
| Lussemburgo (bandiera)      | 11         | Confine di Stato presso Echternach - Lussemburgo-Dommeldange |                  |
| Lussemburgo (bandiera)      | A7         | Lussemburgo-Dommeldange - Lussemburgo-Neudorf                | E44              |
| Lussemburgo (bandiera)      | A1         | Lussemburgo-Neudorf - Lussemburgo-Kokkelscheier              | E25, E44         |
| Lussemburgo (bandiera)      | A3         | Lussemburgo-Kokkelscheier - Dudelange                        | E25              |
| Lussemburgo (bandiera)      | A13        | Dudelange - Confine di Stato presso Schengen                 |                  |
| Germania (bandiera)         | Autostrada | Confine di Stato presso Perl - Saarlouis                     |                  |
| Germania (bandiera)         | Autostrada | Saarlouis - Saarbrücken                                      | E50, E422        |
| Germania (bandiera)         | B 51       | Saarbrücken - Confine di Stato presso Rilchingen-Hanweiler   |                  |
| Francia (bandiera)          | D82a       | Confine di Stato presso Sarreguemines - Sarreguemines        |                  |